# Fluminense de Feira Futebol Clube
Fluminense de Feira Futebol Clube é uma agremiação esportiva da cidade de Feira de Santana, estado da Bahia, fundada em 1 de janeiro de 1941. Ele é o maior time do interior da Bahia, sendo o primeiro a participar do Brasileirão, o primeiro a vencer um Campeonato Baiano, o único a ter um campeonato interestadual, e o único a ter um vice-campeonato nacional no Brasileirão Série C de 1992.
O Fluminense de Feira é o maior time do interior do estado da Bahia; conquistou dois Campeonatos Baianos um em 1963 e outro em 1969. Além disso, foi campeão da Copa SERBA, vice campeão do Brasileirão Serie C em 1992 e vice campeão da Copa do Nordeste em 2003 sendo o primeiro time do interior baiano a conquistar um campeonato estadual, o primeiro time a participar de um Brasileirão único time a possuir um campeonato interestadual, um vice campeonato regional e um vice campeonato nacional.

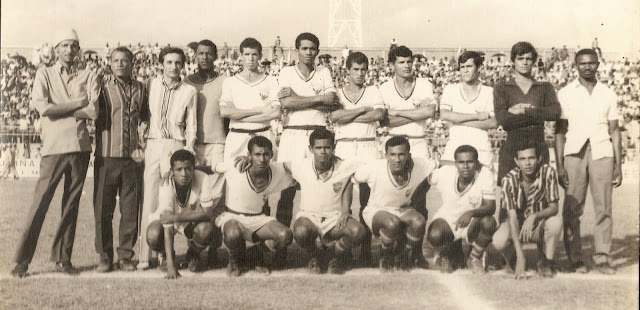
Fluminense de Feira em 1963, ano em que conquistou o seu primeiro Campeonato Baiano.

Atualmente, o Fluminense de Feira tem como seus principais rivais o Bahia de Feira e o Atlético de Alagoinhas, entretanto, graças ao seu pioneirismo do time feirense no futebol baiano, os confrontos entre "Flu de Feira" versus Bahia ou Vitória possuem grande tradição no estado e, por esse motivo, apesar de não haver grande teor de rivalidade, as séries de confrontos Bahia vs. Flu de Feira e Flu de Feira vs. Vitória ganham status de clássico no futebol estadual.
Mesmo não tendo nenhum título nacional, o Fluminense de Feira já passou perto no Campeonato Brasileiro Serie C de 1992, o time fez uma grande campanha e chegou na final daquela edição, porém, perdeu para a Tuna Luso e não conseguiu conquistar o título.

## História
O Fluminense foi fundado no dia 1 de janeiro de 1941, por um grupo de jovens feirenses que eram torcedores do Fluminense do Rio de Janeiro, mantendo as cores do homônimo carioca.
Foi campeão amador em 1947, 1949, 1950 e 1953, profissionalizando-se em 1954, quando aconteceu o primeiro grande passo na história do clube. Convidado pela Federação Bahiana de Futebol, o Fluminense de Feira se tornou profissional e, em 6 de junho do mesmo ano, empatou com o Vitória no Estádio da Fonte Nova por 1–1 em sua estreia. O gol da equipe foi marcado por Alfredo. Este clube foi o primeiro do interior a disputar o Campeonato Baiano de Futebol e, com apenas dois anos no futebol profissional, em 1956, conquistou seu primeiro vice-campeonato baiano.
No ano de 1963, se tornaria, pela primeira vez, Campeão Baiano de futebol, conquistando o título em cima do Bahia. Essa história seria novamente escrita em 1969, contra o mesmo Bahia. Esse seria o último título do Touro do Sertão, e de um time interiorano no torneio. Somente em 2006, o Colo Colo de Ilhéus quebraria o tabu de quase 40 anos sem que um clube do interior do estado vencesse o certame. Em 1998 e 2009, conquistou a Taça Estado da Bahia (atual Copa Governador do Estado da Bahia), que garantia uma vaga na Série D do Campeonato Brasileiro. Ganhou também a Copa SERBA em 2006, disputado apenas entre clubes dos estados da Bahia (exceto a dupla Ba-Vi) e Sergipe.
O Touro chegou a ser vice-campeão baiano em seis oportunidades, nos anos de 1956, 1968, 1971, 1990, 1991 e 2002. Em 1991 e 2002, ganhou vaga na Copa do Brasil de Futebol com o vice-campeonato.
Nos tempos atuais, participou em 2010 da Série D nacional, pela segunda vez consecutiva, representando a Bahia.
No dia 28 de novembro de 2015, o Touro do Sertão sagrou-se campeão da Copa Governador do Estado, vencendo a Juazeirense pelo placar de 1–0, na Arena Fonte Nova, mesmo resultado do primeiro jogo da finalíssima, quando derrotou a equipe do norte do estado em Riachão do Jacuípe.

### Campeonato Brasileiro (A, B, C e D), Taça Brasil e Copa do Brasil.
Taça Brasil: Com o título do Campeonato Baiano de 1963, ganhou o direito de disputar a Taça Brasil de 1964, sua primeira e única participação na extinta competição. O tricolor foi eliminado pelo Ceará nas quartas-de-final.
Séria A: O Touro do Sertão participou três vezes do Campeonato Brasileiro da Série A (1976, 1977 e 1979). Sua melhor campanha aconteceu em 1976, quando foi eliminado na fase de reclassificação em 3° lugar em um grupo com cinco equipes. 
Série B: Disputou seis vezes a Série B do Campeonato Brasileiro (1972, 1983, 1986, 1988, 1989 e 1991). Sua melhor colocação foi um 10° lugar em 1988.
Série C: Sua primeira participação na competição aconteceu em 1990, depois de faturar o Torneio Seletivo do Campeonato Brasileiro Série C de 1990. Em 1992 chegou pela primeira vez em uma final de uma competição nacional. O tricolor foi vice-campeão perdendo a decisão para a Tuna Luso.  
Série D: Participou seis vezes da competição. Sua melhor campanha foi em 2016, quando foi eliminado pelo Volta Redonda nas quartas-de-final. 
Copa do Brasil: Jogou a Copa do Brasil em três oportunidades (1991, 2003 e 2018), sendo que em 1991, conseguiu avançar até a fase oitavas-de-final, mas acabou sendo eliminado pelo Grêmio.

### Vice-campeonato Brasileiro da Série C em 1992
O ano de 1992 ficou marcado na história do Touro do Sertão, que ficou perto de conquistar o seu primeiro título nacional. Depois de eliminar o ASA, Sergipe, Catuense, Matsubara e Rio Pardo, o tricolor de feira chegou na decisão para encarar o Tuna Luso. Venceu o primeiro jogo por 2–0,  no Joia da Princesa, e perdeu o segundo por 3–1, em Belém. O time paraense jogava por dois resultados iguais.
Campanha

#### 1ª Fase
Fluminense 1–1 Catuense 
 Catuense 0–2 Fluminense
Fluminense 1–1 ASA 
Fluminense 5–0 Sergipe 
 Sergipe 2–2 Fluminense
 ASA 1–2 Fluminense

#### 2ª Fase
Fluminense 1–0 Rio Pardo 
 Rio Pardo 1–0 Fluminense

#### Decisão da 2ª Fase
Fluminense 2–0 Matsubara 
 Matsubara 2–2 Fluminense

#### Final
Fluminense 2–0 Tuna Luso 
 Tuna Luso 3–1 Fluminense

### Torneio José Américo de Almeida Filho e Copa do Nordeste.
Torneio José Américo de Almeida Filho 1976: No ano de 1976 disputou o Torneio José Américo organizado pela CBD (atual CBF). Fez uma campanha fraca e acabou sendo eliminado na primeira fase da competição.  
Copa do Nordeste 1997: Em 1997 foi criado pelo dirigente Paulo Carneiro, na época presidente do Vitória, a primeira Copa do Nordeste Oficial, com o campeão da competição ganhando uma vaga na Copa Conmebol. O torneio contou com 16 clubes se enfrentando no sistema de mata-mata, em jogos de ida e volta. O Fluminense chegou às quartas-de-final mas acabou sendo eliminado pelo Bahia.  
Copa do Nordeste 1998: O Fluminense de Feira acabou sendo eliminado ainda na primeira fase da competição.  
Campeonato do Nordeste 2001: No ano de 2001 e 2002, a Copa do Nordeste passou a se chamar Campeonato do Nordeste. O regional foi patrocinado pela Coca-Cola e Sky Brasil. O torneio aumentou sua premiação e abriu três vagas para os melhores colocados disputar à Copa dos Campeões de 2002, que premiava o campeão com um passaporte direto para Copa Libertadores da América de 2003.  O novo formato contava com 16 clubes se enfrentando em jogos apenas de ida, com os quatro melhores classificados avançando para às semifinais, e os vencedores disputando a final. O tricolor não fez uma boa campanha e acabou sendo eliminado na 13° colocação. 
Campeonato do Nordesrte 2002:  O Fluminense fez um grande campanha na edição de 2002, faltando 2 pontos para entrar no G4 que o levaria para semifinal da competição. Dependendo de uma simples vitória na última rodada, em um confronto direto contra o Náutico, acabou perdendo pelo placar de 1 a 0, dentro de casa, com isso deu adeus ao sonho de jogar sua primeira semifinal.  
Copa do Nordeste 2003: Em 2003 o Fluminense chegava pela primeira vez na final da competição. O adversário era nada menos que o maior ganhador do torneio, o Vitória. O rubro-negro, dono de melhor campanha, teve o direito de decidir o título em casa e jogar por dois resultados iguais. O primeiro embate aconteceu em um domingo de chuva no estádio do Joia da Princesa. Jean Michel abriu o placar para o tricolor e de Nadson, artilheiro da competição, empatou o jogo para o Leão deixando a decisão para o jogo em Salvador. No jogo de volta, no Barradão, a partida terminou empatada em 0 a 0 e time de feira amargou o vice-campeonato.  
Campanha

### Quartas-de-Final
Fluminense 2–0 Ceará 

### Semifinal
ABC 2–1 Fluminense
Fluminense 1–0 ABC 

### Final
Fluminense 1–1 Vitória 
 Vitória 0–0 Fluminense
Time do Fluminense de Feira naquela memorável campanha: Rafael Córdova, Roberto, Márcio, Anderson e Matarazzo; Dada, Gama, Lulinha e Fábio Lopes (Marcos Correia Santana); Jean Michel (Aldari) e Obina. Técnico: Helinho  
Campeonato do Nordeste 2010: Com uma campanha fraca, acabou sendo eliminado ainda na primeira fase da competição.

## Pioneirismo no interior baiano
- Primeira equipe do interior da Bahia a disputar uma final de campeonato nacional: a Série C em 1992.
- Primeira equipe do interior da Bahia a conquistar o Campeonato Baiano.
- Primeira equipe do interior da Bahia a disputar uma final de Copa do Nordeste.
- Primeira equipe do interior da Bahia a disputar uma Copa do Brasil.
- Primeira e única equipe do interior da Bahia a disputa às oitavas-de-final da Copa do Brasil.
- Equipe do interior da Bahia com mais participações em competições nacionais, tendo disputado também o Campeonato Brasileiro em todas as suas divisões.Um estabelecimento do time, em Feira de Santana.

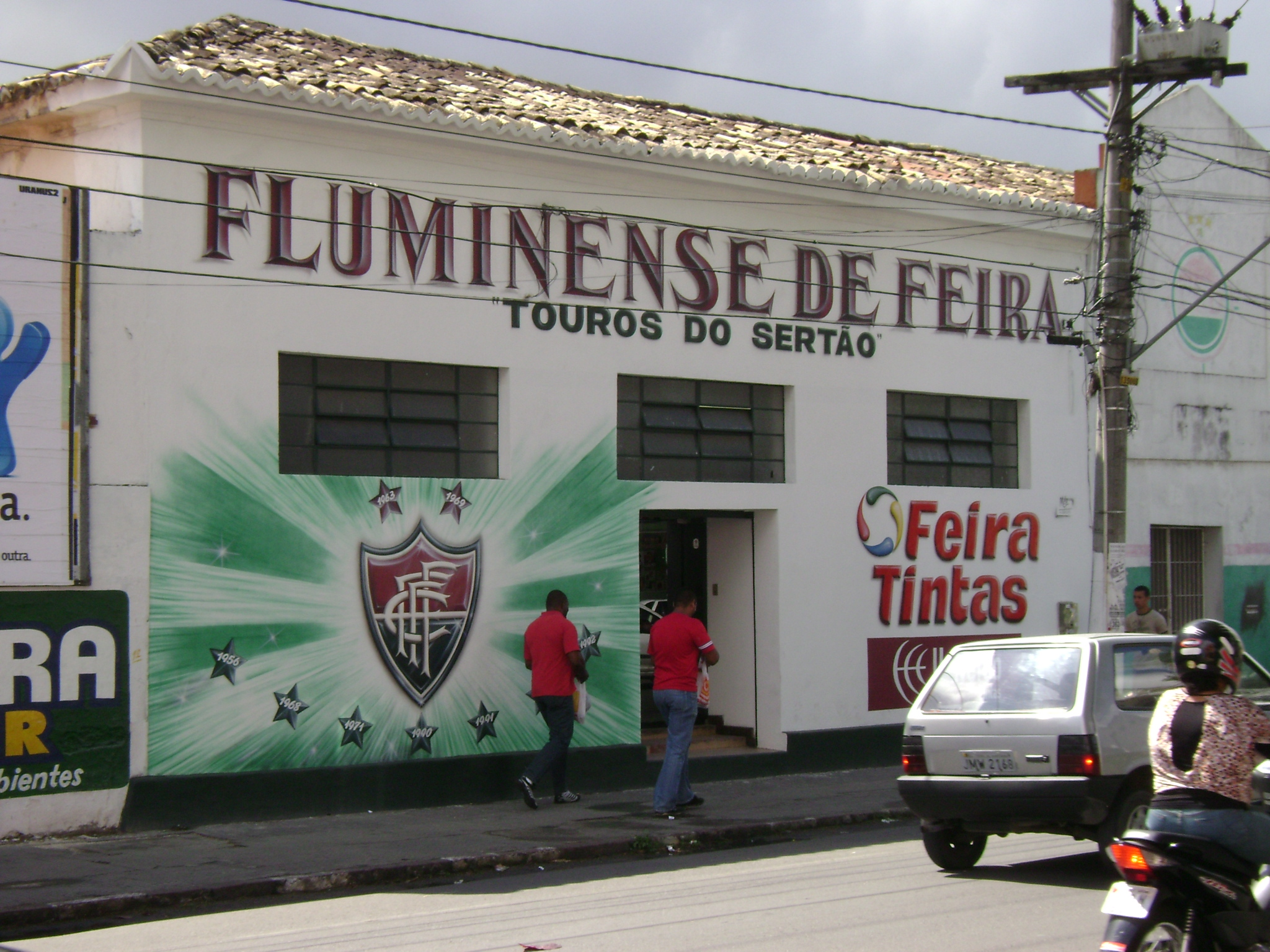
Um estabelecimento do time, em Feira de Santana.

## Primeira diretoria
- Presidente: Dr. Wilson da Costa Falcão
- Vice-presidente: Osvaldo Coelho Torres
- Secretários: Laudelino Lacerda Pedreira e Otto Emanuel de Carvalho
- Diretor-técnico: Ariston Carvalho
- Assistente: Simônidas Carneiro
- Diretor de Sede: Fernando Garcia
- Orador: Dr. Colbert Martins da Silva
- Depto. Médico: Dr. Adroaldo Dórea, Dr. Alberto Oliveira e Dr. Válter Mendonça
- Depto. Jurídico: Dr. Humberto Luiz Portela e Dr. João da Costa Falcão

## Principais Títulos
| INTERESTADUAIS | INTERESTADUAIS                     | INTERESTADUAIS | INTERESTADUAIS                |
|                | Competição                         | Títulos        | Temporadas                    |
| -------------- | ---------------------------------- | -------------- | ----------------------------- |
|                | Copa SERBA                         | 1              | 2006                          |
| ESTADUAIS      |                                    |                |                               |
|                | Competição                         | Títulos        | Temporadas                    |
|                | Campeonato Baiano                  | 2              | 1963 e 1969                   |
|                | Copa Governador do Estado da Bahia | 2              | 2009 e 2015                   |
|                | Taça Estado da Bahia               | 1              | 1998                          |
| TOTAL          |                                    |                |                               |
|                | Conquistas                         | Títulos        | Categorias                    |
|                | Títulos Oficiais                   | 6              | 1 Interestadual e 5 Estaduais |

### Campanhas de destaques
| Fluminense de Feira Futebol Clube | Fluminense de Feira Futebol Clube | Fluminense de Feira Futebol Clube       | Fluminense de Feira Futebol Clube | Fluminense de Feira Futebol Clube |
| Torneio                           | Campeão                           | Vice-campeão                            | Terceiro colocado                 | Quarto colocado                   |
| --------------------------------- | --------------------------------- | --------------------------------------- | --------------------------------- | --------------------------------- |
| Campeonato Brasileiro - Série C   | Não possui                        | 1 (1992)                                | Não possui                        | Não possui                        |
| Copa do Nordeste                  | Não possui                        | 1 (2003)                                | Não possui                        | Não possui                        |
| Campeonato Baiano                 | 2 (1963 e 1969)                   | 6 (1956, 1968, 1971, 1990, 1991 e 2002) | Não possui                        | Não possui                        |
| Campeonato Baiano - 2.ª Divisão   | Não possui                        | 2 (1999 e 2015)                         | Não possui                        | Não possui                        |
| Taça Estado da Bahia              | 1 (1998)                          | 1 (2007)                                | Não possui                        | Não possui                        |

## Estatísticas

### Participações
|  | Participações em 2025 |

| Competição | Competição            | Temporadas | Melhor campanha            | Estreia | Última | P | R |
| ---------- | --------------------- | ---------- | -------------------------- | ------- | ------ | - | - |
| Bahia      | Campeonato Baiano     | 66         | Campeão (1963 e 1969)      | 1954    | 2021   |   | 3 |
| Bahia      | Segunda Divisão       | 7          | Vice-campeão (1999 e 2015) | 1999    | 2025   | 2 |   |
|            | Copa do Nordeste      | 7          | Vice-campeão (2003)        | 1997    | 2018   |   |   |
| Brasil     | Campeonato Brasileiro | 4          | 6º colocado (1964)         | 1964    | 1979   |   | – |
| Brasil     | Série B               | 6          | 10º colocado (1988)        | 1972    | 1991   | – | – |
| Brasil     | Série C               | 6          | Vice-campeão (1992)        | 1990    | 2002   | – | – |
| Brasil     | Série D               | 6          | 7º colocado (2016)         | 2009    | 2019   | – |   |
| Brasil     | Copa do Brasil        | 3          | Oitavas de final (1991)    | 1991    | 2018   |   |   |

### Campeonato Baiano
| Ano  | Posição         |
| 1954 | 2°              |
| 1955 | 5°              |
| 1956 | 2º              |
| 1957 | 3°              |
| 1958 | 4°              |
| 1959 | 3°              |
| 1960 | 3°              |
| 1961 | 2°              |
| 1962 | 3°              |
| 1963 | 1º              |
| 1964 | 6°              |
| 1965 |                 |
| 1966 |                 |
| 1967 |                 |
| 1968 | 2º              |
| 1969 | 1º              |
| 1970 |                 |
| 1971 |                 |
| 1972 |                 |
| 1973 |                 |
| 1974 |                 |
| 1975 |                 |
| 1976 |                 |
| 1977 |                 |
| 1978 |                 |
| 1979 |                 |
| 1980 |                 |
| 1981 |                 |
| 1982 |                 |
| 1983 |                 |
| 1984 |                 |
| 1985 |                 |
| 1986 |                 |
| 1987 |                 |
| 1988 |                 |
| 1989 |                 |
| 1990 | 2º              |
| 1991 | 2º              |
| 1992 |                 |
| 1993 |                 |
| 1994 |                 |
| 1995 |                 |
| 1996 |                 |
| 1997 | 7º              |
| 1998 | (Rebaixado)     |
| 2000 | 8º              |
| 2001 | 8º              |
| 2002 | 2º              |
| 2003 | 7º              |
| 2004 | 8º              |
| 2005 | 7º              |
| 2006 | 7º              |
| 2007 | 6º              |
| 2008 | 10º             |
| 2009 | 3º              |
| 2010 | 7º              |
| 2011 | 10º             |
| 2012 | 9º              |
| 2013 | 8º (Rebaixado)  |
| 2016 | 4º              |
| 2017 | 3º              |
| 2018 | 5º              |
| 2019 | 6º              |
| 2020 | 8º              |
| 2021 | 10º (Rebaixado) |

### Campeonato Baiano 2ª Divisão
| Ano  | Posição        |
| 1999 | 2º (Promovido) |
| 2014 | 6º             |
| 2015 | 2º (Promovido) |
| 2022 | 9º             |
| 2023 | 6º             |
| 2024 | 3º             |

### Copa Governador do Estado da Bahia
| Ano  | Posição |
| 2009 | 1º      |
| 2010 | 5º      |
| 2012 | 8º      |
| 2015 | 1º      |
| 2016 | 3º      |

### Campeonato Brasileiro
| Ano  | Posição |
| 1964 | 6º      |
| 1976 | 46º     |
| 1977 | 60°     |
| 1979 | 72°     |

### Campeonato Brasileiro Série B
| Ano  | Posição |
| 1972 | 16º     |
| 1983 | 40º     |
| 1986 | 29º     |
| 1988 | 10°     |
| 1989 | 39°     |
| 1991 | 45°     |

### Campeonato Brasileiro Série C
| Ano  | Posição |
| 1990 | 19º     |
| 1992 | 2º      |
| 1995 | 65º     |
| 1996 | 13º     |
| 1999 | 34º     |
| 2002 | 28°     |

### Campeonato Brasileiro Série D
| Ano  | Posição |
| 2009 | 16º     |
| 2010 | 15º     |
| 2016 | 7°      |
| 2017 | 16°     |
| 2018 | 20°     |

### Copa do Brasil
| Ano  | Posição |
| 1991 | 13º     |
| 2003 | 63º     |
| 2018 | 38°     |

## Estádio
O Estádio onde o Fluminense realiza seus jogos é o Estádio Alberto Oliveira, mais conhecido como Joia da Princesa, em Feira de Santana, com capacidade para 16 274 espectadores.

## Símbolos

### Escudo
O escudo do Fluminense de Feira é inspirado no time homônimo, o Fluminense, do Rio de Janeiro, com o acréscimo da letra "F", referente à cidade de Feira de Santana.

### Mascote
O mascote oficial do Fluminense de Feira de Santana é o touro, símbolo da força e do poder que o clube possui. Foi por meio do seu mascote que o clube ganhou o apelido pelo qual é conhecido, o Touro do Sertão.

### Uniforme
1º - Camisa com listras em verde, vermelho e branco, calção verde e meias verdes.
2º - Camisa branca com detalhes verdes e vermelhos, calção branco e meias brancas.

## Patrocinadores e materiais esportivos
| Período           | Fornecedor  |
| ----------------- | ----------- |
| Anos 1990         | CCS         |
| 2010              | Griz Sports |
| 2011              | Kanxa       |
| 2012 – 2013       | Lotto       |
| 2014 – 2016       | Super Bolla |
| 2017 – 2020       | WA Sport    |
| 2021 – atualmente | Bulls       |

| Período           | Patrocinador   |
| ----------------- | -------------- |
| ...               | LMarquezzo     |
| 2010              | Perenne        |
| 2011              | V!be           |
| 2011              | União Médica   |
| 2011              | Jonny Motos    |
| 2013 – atualmente | Casa Esportiva |

## Torcidas organizadas
- Torcida Força Jovem[6][7]
- Torcida Uniformizada Falange Tricolor – TUFT[8]
- Movimento Popular Loucura Tricolor – Portão 01
- Torcida Fúria Tricolor

## Crítica e controvérsia
Em janeiro de 2020, repercutiu negativamente na imprensa do Brasil a possível recontratação do goleiro Bruno Fernandes de Souza para o Fluminense de Feira, após o seguinte comentário da jornalista Jessica Senra, da TV Bahia:
Contratar para um time de futebol um assassino (...) é um desrespeito para toda a sociedade (...) e mais, colabora com a ideia de que matar mulheres é permitido (...) Um time de futebol que contrata um feminicida como o Bruno é tão desprezível quantos os crimes que ele cometeu.
Por conta das críticas, o clube feirense desistiu da contratação.